# Александар Симовић
Александар Симовић (Београд, 1976) један је од оптужених да је учествовао у убиству председника владе републике Србије Зорана Ђинђића. Оптужница га терети да се са Звезданом Јовановићем, који је према оптужници пуцао, налазио у просторији у тренутку атентата.